# Rudolf Bultmann
Rudolf Bultmann, född 20 augusti 1884 i Wiefelstede, död 30 juli 1976 i Marburg, var en luthersk radikalteolog som lanserade hermeneutisk avmytologisering (efter tyska Entmythologisierung).
Han studerade vid universiteten i Tübingen, Berlin och Marburg, samt undervisade i Breslau, Giessen och Marburg. I Marburg träffade han Paul Tillich och Martin Heidegger som vid denna tid arbetade på Sein und Zeit. Heidegger och Bultmann blev nära vänner. När Heidegger 1933 blev medlem i nazistpartiet och rektor vid universitetet i Freiburg upphörde vänskapen. Heideggers existentialism utgör i alla fall grunden för Bultmanns teologi. Hans bok Glauben und Verstehen är tillägnad Heidegger. I mitten av 1930-talet stod Bultmann nära Karl Barth, men senare blev avståndet större, delvis eftersom Barth såg avmytologiseringsteologin som en fortsättning på 1800-talets liberalteologi som enligt Barth var en återvändsgränd. Under nazisttiden tog Bultmann ställning mot arierlagarna och anslöt sig till bekännelsekyrkan i dess kamp mot pronazistiska Tyska kristna (Deutsche Christen). Bultmann arbetade i Marburg till 1954 då han blev professor emeritus.
Enligt Bultmann är berättelserna om Jesus i Nya Testamentet insvepta i en "förvetenskaplig" mytologisk förpackning som stöter bort den moderna människan. Den mytologiska föreställningsvärlden är en trevåningskonstruktion med "himmel", "jord" och "underjord" och befolkas av mystiska varelser som "änglar" och "demoner" som påverkar historien. Därtill kommer att det sker "underverk". Bultmanns arbete var att avklä det evangeliska budskapet just denna mytologiska förpackning och återge evangeliets innersta sanning, dess så kallade kerygma. Bultmann var inte ute efter att plocka bort alla "skandalon" (ett begrepp Bultmann använder för det som strider mot naturen och människans plan för sitt liv) från evangelierna och göra tron acceptabel och utan anstöt och förargelse. Enligt Bultmann är tron en brytning med den gamla livsplanen. Teologins enda uppgift är att visa vad den kristna tron är - om man tror eller inte är ett personligt ställningstagande. Målet är att avlägsna de mytologiska hinder som inte är kerygma.
Den korta skriften Jesus Kristus och avmytologiseringen (Gleerup, 1968), på knappt 100 sidor, ger en lättillgänglig introduktion till hans tankevärld.
Bultmanns teologi orsakade en hel del debatt och uppfattades av många som ateistisk.

## Valda verk
- Die Geschichte der synoptischen Tradition (1921, 1931)
  - History of the Synoptic Tradition (Harper, 1976) ISBN 0-06-061172-3
- Jesus (1926)
  - Jesus (översättning August Carr, Wahlström & Widstrand, 1928)
- Neues Testament und Mythologie (1941)
  - The New Testament and Mythology and Other Basic Writings (Augsburg Fortress, 1984) ISBN 0-8006-2442-4
  - Kerygma and Myth (by Rudolf Bultmann and Five Critics, 1953) (HarperCollins 2000 edition: ISBN 0-06-130080-2, online edition (innehåller essän "The New Testament and Mythology")
- Das Evangelium des Johannes (1941)
  - The Gospel of John: A Commentary (Westminster John Knox Press, 1971) ISBN 0-664-20893-2
- Theologie des Neuen Testaments (1948–1953)
  - Theology of the New Testament: Complete in One Volume (Prentice Hall, 1970) ISBN 0-02-305580-4
- Das Urchristentum im Rahmen der Antiken Religionen (1949)
  - Primitive Christianity in Its Comtemporary Setting (1956)
- Religion without Myth (tillsammans med Karl Jaspers, 1954) 
  - Myth & Christianity: An Inquiry Into The Possibility Of Religion Without Myth (translation 1958 by Noonday Press; Prometheus Books, 2005) ISBN 1-59102-291-6
- History and Eschatology: the Presence of Eternity (1954–1955 Gifford lectures) (Harper, 1962; Greenwood Publishers, 1975) ISBN 0-8371-8123-2
- Existence and Faith: shorter Writings of Rudolf Bultmann (edited and translated by S. M. Ogden, 1961)
- Jesus and the Word (translated by L. P. Smith and E. H. Lantero, 1952)
- New Testament and Mythology and Other Writings (edited and translated by S. M. Ogden, 1984)
- Jesus Christ and mythology
  - Jesus Kristus och avmytologiseringen (översättning Sven Åstrand, Gleerup, 1968)